# Arsenal FC U-23 och Akademi
Arsenal Football Club Academy är Arsenal FC:s ungdomssystem, som är baserat i Hale End, London, England. De spelar i Premier League 2 där de slutade 6:a säsongen 2019/2020 och tävlar även i FA Youth Cup och i Uefa Youth League. Den före detta Arsenalspelaren Per Mertesacker är den nuvarande akademichefen.
Arsenal U-23, tidigare kallad för Reservlaget, är den högsta trupp-nivån inom detta ungdomssystem. De tränar vid Arsenals Träningsanläggning och spelar majoriteten av sina hemmamatcher på Meadow Park, som är Boreham Wood FCs hemmaarena. Vid tillfälle spelar de även matcher på Arsenals Emirates Stadium. Spelare från A-laget spelar emellanåt i U-23 laget, exempelvis när de återhämtar sig från en skada. Steve Bould tränar för tillfället U-23 laget.
Arsenals akademi är ett av Englands mest framgångsrika, då de har vunnit FA Youth Cup sju gånger och har sex Premier Academy League-titlar sammanlagt. Flera internationella spelare har tagit examen från akademi- och reservlaget.

## Nuvarande U-23-trupp
Dessa spelare kan även representera A-laget och är alla ungdomsspelare med proffskontrakt.
| Nr | Land           | Pos | Namn            |
| -- | -------------- | --- | --------------- |
| 36 | England        | MF  | Ryan Alebiosu   |
| 37 | Nordirland     | F   | Daniel Ballard  |
| 38 | England        | A   | Folarin Balogun |
| 39 | England        | F   | Tolaji Bola     |
| 40 | England        | F   | Harry Clarke    |
| 41 | England        | MF  | Ben Cottrell    |
| 44 | Estland        | MV  | Karl Jakob Hein |
| 45 | England        | MV  | James Hillson   |
| 46 | Nordmakedonien | MV  | Dejan Iliev     |
| 48 | Norge          | A   | George Lewis    |

| Nr | Land     | Pos | Namn             |
| -- | -------- | --- | ---------------- |
| 49 | Spanien  | F   | Joel López       |
| 50 | Irland   | MF  | Jordan McEneff   |
| 51 | Irland   | F   | Mark McGuinness  |
| 53 | England  | MV  | Arthur Okonkwo   |
| 54 | England  | MF  | James Olayinka   |
| 59 | England  | MV  | Tom Smith        |
| 61 | England  | MF  | Tim Akinola      |
| 62 | England  | F   | Jonathan Dinzeyi |
| 66 | England  | MF  | Miguel Azeez     |
| 68 | Rumänien | MF  | Cătălin Cîrjan   |

### Utlånade
| Nr | Land    | Pos | Namn                                                            |
| -- | ------- | --- | --------------------------------------------------------------- |
| 42 | England | A   | Trae Coyle (på lån hos Gillingham till juni 2021)               |
| 47 | England | A   | Tyreece John-Jules (på lån hos Doncaster Rovers till juni 2021) |
| 52 | England | F   | Zech Medley (på lån hos Gillingham till juni 2021)              |
| 55 | England | F   | Joseph Olowu (på lån hos Cork City till oktober 2020)           |

| Nr | Land    | Pos | Namn                                                     |
| -- | ------- | --- | -------------------------------------------------------- |
| 56 | England | F   | Jordi Osei-Tutu (på lån hos Cardiff City till juni 2021) |
| 57 | England | MF  | Ben Sheaf (på lån hos Coventry City till juni 2021)      |
| 58 | England | MF  | Matt Smith (på lån hos Swindon Town till juni 2021)      |
| 60 | England | F   | Zak Swanson (på lån hos MVV Maastricht till juni 2021)   |

## Nuvarande U-18-trupp
Dessa spelare kan även representera U-23 laget samt A-laget.

### Andraårselever
| Nr | Land     | Pos | Namn                  |
| -- | -------- | --- | --------------------- |
| 66 | England  | MF  | Miguel Azeez          |
| 67 | England  | A   | Nathan Butler-Oyedeji |
| 68 | Rumänien | MF  | Cătălin Cîrjan        |
| 69 | Nigeria  | MV  | Ovie Ejeheri          |
| 70 | England  | MV  | Hubert Graczyk        |
| 71 | England  | F   | Alex Kirk             |
| 72 | England  | F   | Levi Laing            |

| Nr | Land          | Pos | Namn                      |
| -- | ------------- | --- | ------------------------- |
| 73 | Irland        | F   | Mazeed Ogungbo            |
| 74 | Nederländerna | MF  | Salah-Eddine Oulad M'hand |
| 75 | England       | F   | Daniel Oyegoke            |
| 76 | England       | A   | Luke Plange               |
| 77 | England       | F   | Jason Sraha               |
| 78 | England       | MF  | Kido Taylor-Hart          |

### Förstaårselever
| Nr | Land      | Pos | Namn               |
| -- | --------- | --- | ------------------ |
| 79 | England   | F   | Zach Awe           |
| 80 | Portugal  | MF  | Mauro Bandeira     |
| 81 | England   | A   | Khayon Edwards     |
| 82 | Mexiko    | MF  | Marcelo Flores     |
| 83 | England   | F   | Taylor Foran       |
| 84 | England   | MF  | Jack Henry-Francis |
| 85 | Brasilien | MF  | Luigi Gaspar       |
| 86 | England   | A   | Omari Hutchinson   |

| Nr | Land    | Pos | Namn                |
| -- | ------- | --- | ------------------- |
| 87 | England | F   | Henry Jeffcott      |
| 88 | England | MV  | Remy Mitchell       |
| 89 | England | F   | Zane Monlouis       |
| 90 | England | F   | Brooke Norton-Cuffy |
| 91 | England | MF  | Charlie Patino      |
| 92 | England | A   | Charles Sagoe Jr.   |
| 93 | England | A   | James Sweet         |
| 94 | England | A   | Billy Vigar         |

### Skolpojkar
| Nr | Land                | Pos | Namn           |
| -- | ------------------- | --- | -------------- |
| —  | England             | MV  | Alex Kovacevic |
| —  | England             | MV  | Alexei Rojas   |
| —  | England             | MV  | Jamie Telfer   |
| —  | Trinidad och Tobago | F   | Tino Quamina   |
| —  | England             | F   | Cameron Brayne |
| —  | Costa Rica          | F   | Elián Quesada  |
| —  | England             | MF  | Jimi Gower     |
| —  | Nigeria             | MF  | Bayo Fapetu    |

| Nr | Land    | Pos | Namn            |
| -- | ------- | --- | --------------- |
| —  | England | MF  | Lene Burden     |
| —  | England | MF  | Bradley Ibrahim |
| —  | Polen   | MF  | Michal Rosiak   |
| —  | England | MF  | Sydie Peck      |
| —  | England | A   | Kieran Petrie   |
| —  | England | A   | Shaun Mavididi  |
| —  | England | A   | Will Lankshear  |
| —  | England | A   | Omari Benjamin  |

## Nuvarande personal
Huvudtränare:
| Per Mertesacker | Akademichef            |
| Luke Hobbs      | Biträdande akademichef |
| Steve Bould     | U-23 huvudtränare      |
| Jack Whilshere  | U-18 huvudtränare      |
| Dan Micciche    | U-16 huvudtränare      |
| Adam Pilling    | U-15 huvudtränare      |
| Adam Birchall   | U-14 huvudtränare      |
| Max Porter      | U-13 huvudtränare      |
| Simon Copley    | U-12 huvudtränare      |
| Lewis Goater    | U-11 huvudtränare      |
| Paul Barry      | U-10 huvudtränare      |
| Josh Hinckson   | U-9 huvudtränare       |

Personal:
| Ryan Garry      | U23 Assistant Coach                               |
| Greg Lincoln    | U18 Assistant Coach                               |
| Andy Woodman    | Head of Academy Goalkeeping/U23 Goalkeeping Coach |
| Chris Terpcou   | U15-U18 Goalkeeping Coach                         |
| Seb Barton      | U9-U14 Goalkeeping Coach                          |
| Matt Henly      | Head of Education                                 |
| Kate Green      | Head of Personal Development and Psychology       |
| Marcel Lucassen | Head of Coach and Player Development              |
| Des Ryan        | Head of Sports Medicine and Athletic Development  |
| Kieron Lewis    | Pre-academy Coordinator                           |
| Lee Herron      | Head of Talent ID                                 |
| Steve Brown     | Lead Talent ID Coordinator                        |
| Yousuf Sajjad   | Emerging Talent Coordinator (U17-23)              |
| Conan Watson    | Lead Talent ID Coordinator (U15-U16)              |
| Phil Antwi      | Lead Talent ID Coordinator (U12-U14)              |
| Ayo Durojaiye   | Lead Talent ID Coordinator (U9-U11)               |
| Paul Wilson     | Academy Kit Manager                               |
| Niall O'Connor  | Academy Analyst                                   |
| Sam Mincher     | Academy Analyst                                   |
| James Krause    | Academy Football Analyst (U23)                    |
| Josh Smith      | Academy Football Analyst (U15)                    |
| Sam Moore       | Academy Football Analyst (U9-U16)                 |
| Padraig Roche   | Lead Strength & Conditioning Coach (U18-U23)      |
| John Boca       | Senior Academy Operations Officer                 |

## Internationella akademistudenter
Detta är en lista över tidigare deltagare i Arsenal F.C. academy eller Arsenal 'A' graduates som representerar sitt eget land internationellt sedan andra världskriget. Spelare som fortfarande spelar för Arsenal, eller är utlånade från Arsenal till andra klubbar, är markerade med fet stil.
- Ismaël Bennacer
- Anton Blackwood
- Neil Kilkenny
- Matt Joseph
- Nico Yennaris
- Georgios Efrem
- Benik Afobe
- Peggy Lokando
- Nicklas Bendtner
- Tony Adams
- David Bentley
- Jay Bothroyd
- Danny Clapton
- Andy Cole
- Ashley Cole
- Leslie Compton
- Charlie George
- Kieran Gibbs
- Ray Kennedy
- Martin Keown
- Ainsley Maitland-Niles
- Paul Merson
- Arthur Milton
- Ray Parlour
- John Radford
- Graham Rix
- David Rocastle
- Len Shackleton
- Lionel Smith
- Peter Storey
- Michael Thomas
- Jack Wilshere
- Karl Jakob Hein
- Ingi Højsted
- Glen Kamara
- Serge Gnabry
- Emmanuel Frimpong
- Quincy Owusu-Abeyie
- Anthony Jeffrey
- Stefán Gíslason
- Narada Bernard
- Alban Bunjaku
- Carlos Vela
- Donyell Malen
- Alex Iwobi
- Daniel Ballard
- Colin Hill
- Steve Morrow
- Terry Neill
- Sammy Nelson
- Pat Rice
- Dean Shiels
- Håvard Nordtveit
- Krystian Bielik
- Wojciech Szczęsny
- Graham Barrett
- Liam Brady
- John Devine
- Keith Fahey
- David O'Leary
- Frank O'Neill
- Niall Quinn
- Pat Scully
- Frank Stapleton
- Anthony Stokes
- Alfred Mugabo
- Paul Dickov
- Alex Forsyth
- Richard Hughes
- Armand Traoré
- Héctor Bellerín
- Cesc Fàbregas
- Kristopher Da Graca
- Sebastian Larsson
- Kristoffer Olsson
- Johan Djourou
- Gilles Sunu
- Gavin Hoyte
- Justin Hoyte
- Colin Kazim-Richards
- Oğuzhan Özyakup
- Frank Simek
- Ray Daniel
- Mal Griffiths
- Andy Marriott
- Hal Robson-Kanu
- Tom Walley
- Rhys Weston